# パーキントン夫人
『パーキントン夫人』（原題：英語: Mrs. Parkington）は、1944年に製作・公開されたアメリカ映画である。ルイス・ブロムフィールドの小説を元にテイ・ガーネットが監督し、グリア・ガースンとウォルター・ピジョンが主役の夫婦に扮した。

## キャスト
- スージー・パーキントン：グリア・ガースン
- オーガスタス・パーキントン（ガス、スージーの夫となる）：ウォルター・ピジョン
- エイモリー・スティルハム：エドワード・アーノルド
- アスパシア・コンティ伯爵夫人：アグネス・ムーアヘッド
- プリンス・オブ・ウェールズ（後のエドワード7世）：セシル・ケラウェイ
- アリス・ド・ブランクール公爵夫人（スージーの娘）：グラディス・クーパー
- ジェーン・スティルハム（エイモリーの娘、スージーの曾孫）：フランシス・ラファーティ（英語版）
- ネッド・タルボット：トム・ドレイク（英語版）
- リーソーン卿：ピーター・ローフォード
- ジャック・スティルハム：ダン・デュリエ
- ジョン・マービー：ヒュー・マーロウ

## スタッフ
- 監督：テイ・ガーネット
- 製作：レオン・ゴードン
- 脚本：ロバート・ソーレン、ポリー・ジェームズ
- 音楽：ブロニスラウ・ケイパー
- 撮影：ジョセフ・ルッテンバーグ
- 編集：ジョージ・ベームラー
- 美術：セドリック・ギボンズ、ランドール・デュエル
- 装置：エドウィン・B・ウィリス
- 衣裳：アイリーン、ヴァレス
- 録音：ダグラス・シアラー

## 映画賞受賞・ノミネーション
- 受賞
  - ゴールデングローブ賞 助演女優賞：アグネス・ムーアヘッド
- ノミネーション
  - アカデミー主演女優賞：グリア・ガースン
  - アカデミー助演女優賞：アグネス・ムーアヘッド